# 呉地方隊
呉地方隊（くれちほうたい、英称：Kure District）は海上自衛隊の地方隊のひとつ。主要部隊は広島県呉市にある呉基地幸地区に配備されている。

## 概要
1954年（昭和29年）7月1日、海上自衛隊の発足に伴い、5番目の地方隊として誕生した。呉地方隊の発足が他の地方隊から遅れた理由としては、呉基地自体が大戦中に機雷で封鎖されたこと、作戦海面への進出に長時間かかることなどから基地は外洋への進出が容易な佐伯、宿毛あるいは大阪、神戸付近にすべきとの議論があったためである。しかし適当な代替地がなかったことから最終的に呉に地方隊がおかれることとなった。
警備区域は、東京都（沖の鳥島に限る。）、大阪府、兵庫県（豊岡市及び美方郡を除く。）、奈良県、和歌山県、岡山県、広島県、山口県（山口市、防府市、下松市、岩国市、光市、柳井市、周南市、大島郡、玖珂郡及び熊毛郡に限る。）、徳島県、香川県、愛媛県、高知県、大分県及び宮崎県の区域並びに三重県と和歌山県の境界線が海岸線と交わる点から170度に引いた線及び宇部市と山口市の境界線が海岸線と交わる点と福岡県と大分県の境界線が海岸線と交わる点とを結んだ線と宮崎県と鹿児島県の境界線が海岸線と交わる点から170度に引いた線との間にある東京都（沖の鳥島に限る。）、大阪府及びこれらの県の沿岸海域。
主な任務は、担当警備区域内の警備及び災害派遣、自衛艦隊等の正面部隊に対する後方支援、機雷・爆発性危険物の除去及び処理、民生協力等である。
近年では、随時「艦艇公開」が実施されており、護衛艦や輸送艦や補給艦などを見学することができる（毎週1艦船ずつ公開）。その際、停泊している潜水艦にも近寄れる（公開はしていない）。

### 阪神・淡路大震災における活動
阪神・淡路大震災発生直後、呉地方隊は被災地への緊急性を重視し、正式な災害派遣要請が届く前に輸送艦や護衛艦を神戸沖へ向ける自主的な出動を命じた。これにより、被災地に対する人命救助および給水支援が迅速に開始された。水の供給については、神戸港を基点に1日あたり千トン規模の真水輸送を継続し、延べ約2万5千トンを被災地に届けた。さらに陸上の捜索救助と連携し、8人の命を救助した実績を持つ。

## 沿革
- 1952年（昭和27年）

8月1日：保安庁警備隊が創設され、横須賀地方隊隷下に呉航路啓開隊が新編。
- 1953年（昭和28年）

9月16日：呉航路啓開隊が廃止となり、横須賀地方隊隷下に呉地方基地隊が新編。
- 1954年（昭和29年）

7月1日：「防衛庁」が創設され、「海上自衛隊」が発足。「呉地方隊」が新編、呉地方基地隊は廃止。
※ 新編時の呉地方隊の編成（呉地方総監部、第8警戒隊、第9警戒隊、大阪基地隊、呉基地警防隊、掃海艦「桑栄丸」）
10月1日：呉地方総監部開庁。大阪基地隊に「由良基地分遣隊」を新編。
- 1955年（昭和30年）

5月1日：「呉通信隊」を新編。
- 1956年（昭和31年）

1月16日：「呉練習隊」を新編。
12月17日：総監部が旧鎮守府跡（現在地）に移転。
- 1957年（昭和32年）

3月31日：大阪基地隊に「淡路警備所」を新編。
5月10日：呉練習隊を「呉教育隊」に改称。
- 1958年（昭和33年）

3月16日：「徳島航空隊」を新編。
- 1959年（昭和34年）

6月1日：「呉水雷調整所」を新編。
- 1961年（昭和36年）

2月1日：総監部組織の改組（総務部を廃止し人事部を新設、防衛部に第1～第4幕僚班を設置）
「呉補給所」及び「呉工作所」を新編。
9月1日：徳島航空隊が第3航空群に改編され航空集団隷下に編成替え。
- 1962年（昭和37年）

3月20日：呉基地警防隊に「佐伯基地分遣隊」を新編。
5月1日：自衛艦隊から潜水艦「くろしお」を編入。
8月1日：第1潜水隊（潜水艦救難艦「ちはや」、潜水艦「くろしお」、「おやしお」、「はやしお」）を新編。
- 1963年（昭和38年）

3月31日：第1潜水隊が自衛艦隊隷下に編成替え。
- 1967年（昭和42年）

10月1日：呉基地警防隊に「水中処分隊」を新編。
- 1968年（昭和43年）

3月30日：大阪基地隊本部が神戸に移転し、「阪神基地隊」に改称。
- 1969年（昭和44年）

3月15日：「第7護衛隊」が第3護衛隊群から編入。
- 1970年（昭和45年）

3月2日：総監部組織の改組（幕僚長を設置、人事部を管理部に改称、第1～第4幕僚班を幕僚室に改称、第5幕僚室を新設、監察官を新設）
「呉造修所」、「呉衛生隊」を新編。呉工作所を廃止。
10月1日：呉基地警防隊を「呉警備隊」に改称。
- 1975年（昭和50年）

12月1日：淡路警備所が廃止。阪神基地隊に「紀伊警備所」を新編。
- 1976年（昭和51年）

5月11日：第7護衛隊が「第36護衛隊」に改称。「呉音楽隊」を新編。
- 1985年（昭和60年）

3月27日：「第38護衛隊」を新編。
- 1986年（昭和61年）

3月19日：「第22護衛隊」が第2護衛隊群から編入。
- 1987年（昭和62年）

7月1日：部隊改編により警備隊の組織改編及び「呉基地業務隊」を新編。
12月1日：「小松島航空隊」が第21航空群から編入。
- 1997年（平成9年）

3月24日：隊番号の改正により、第36護衛隊が「第22護衛隊」に改称。
- 1998年（平成10年）

4月15日：第38護衛隊が廃止。
12月8日：補給整備部門の組織改編。
1. 呉補給所と呉造修所が統合され「呉造修補給所」に改編。
2. 呉水雷整備所が「呉弾薬整備補給所」に改編。

- 2002年（平成14年）

3月22日：呉通信隊が「呉システム通信隊」に改編されシステム通信隊群隷下に編成替え。
- 2006年（平成18年）

4月3日：徳山下松港を使用する海上自衛隊艦船の受け入れ業務を行っていた徳山連絡所を閉所。
- 2008年（平成20年）

3月26日：体制移行による部隊改編。
1. 第22護衛隊が「第12護衛隊」に改称され護衛艦隊隷下に編成替え。
2. 小松島航空隊が第22航空群隷下に編成替えとなり「第24航空隊」に改編。

- 2013年（平成25年）

6月3日：紀伊警備所が廃止。
- 2022年（令和4年）

4月22日：油槽船｢YOT-01｣が呉警備隊呉港務隊に配備。
7月22日：油槽船｢YOT-02｣が呉警備隊呉港務隊に配備。

## 編成
※ 令和7年3月12日時点
- 呉地方総監部（呉基地：広島県呉市）
- 阪神基地隊（兵庫県神戸市）
  - 由良基地分遣隊（由良基地：和歌山県日高郡由良町）
  - 仮屋磁気測定所（兵庫県淡路市）
  - 第42掃海隊（掃海艇「あおしま」・「みやじま」）
- 呉教育隊
- 呉警備隊
  - 呉陸警隊
  - 呉港務隊（「油槽船1号、2号」）
  - 呉水中処分隊（水中処分母船4号）
  - 佐伯基地分遣隊（大分県佐伯市）
    - 多用途支援艦 「げんかい」
- 呉弾薬整備補給所
- 呉造修補給所
  - 貯油所
- 呉基地業務隊
- 呉衛生隊
- 呉音楽隊

※なお、呉基地に所在する第1輸送隊は掃海隊群の隷下部隊であり、呉地方隊の隷下ではない。

## 主要幹部
| 官職名         | 階級    | 氏名     | 補職発令日     | 前職                                            |
| -------------- | ------- | -------- | -------------- | ----------------------------------------------- |
| 呉地方総監     | 海将    | 松本完   | 2025年03月24日 | 海上自衛隊補給本部長                            |
| 幕僚長         | 海将補  | 今野泰樹 | 2024年03月28日 | 練習艦隊司令官 →2023.12.22 自衛艦隊司令部付     |
| 管理部長       | 1等海佐 | 柳原誠   | 2025年05月30日 | 第1練習隊司令 →2025.4.25 呉地方総監部管理部勤務 |
| 防衛部長       | 1等海佐 | 古賀裕   | 2023年12月01日 | 航空集団司令部訓練主任幕僚                      |
| 経理部長       | 1等海佐 | 平之山洋 | 2024年03月28日 | 海上自衛隊補給本部装備計画部 情報管理課長       |
| 技術補給監理官 | 1等海佐 | 米山博   | 2023年10月01日 | 呉造修補給所長（兼任）                          |
| 監察官         | 1等海佐 | 五味康司 | 2022年10月14日 | 海上自衛隊第1術科学校教育第3部長                |

| 代 | 氏名       | 在職期間                      | 出身校・期                       | 前職                                               | 後職                                                | 備考                                |
| -- | ---------- | ----------------------------- | -------------------------------- | -------------------------------------------------- | --------------------------------------------------- | ----------------------------------- |
| 01 | 山澤久治   | 1954年7月1日 1956年1月15日    | 東高船（航） 昭和2年卒           | 横須賀地方総監部総務部長                           | 第1掃海隊群司令                                     | 海将補                              |
| 02 | 原 勝亮    | 1956年1月16日 1957年7月31日   | 東京帝国大学 昭和5年卒           | 横須賀地方副総監                                   | 調達実施本部副本部長 （検査関係部務担当）           | 海将補                              |
| 03 | 山澤久治   | 1957年8月1日 1960年8月31日    | 東高船（航） 昭和2年卒           | 第1掃海隊群司令                                    | 退職                                                | 再任時海将補 1960年3月16日 海将昇任 |
| 04 | 赤堀次郎   | 1960年9月1日 1962年7月15日    | 海兵55期・ 海大37期              | 海上自衛隊第2術科学校長                            | 海上幕僚監部付 →1962年10月16日 停年退官（海将昇任） | 海将補                              |
| 05 | 魚住順治   | 1962年7月16日 1964年7月15日   | 海機37期・ 海大機関学生          | 佐世保地方総監                                     | 海上幕僚監部付 →1964年11月1日 退職                  |                                     |
| 06 | 永井 昇    | 1964年7月16日 1964年12月15日  | 海兵59期                         | 護衛艦隊司令官                                     | 海上幕僚監部付 →1964年12月31日 海上自衛隊幹部学校長 |                                     |
| 07 | 森永正彦   | 1964年12月16日 1967年1月15日  | 海兵59期                         | 大湊地方総監                                       | 海上自衛隊幹部学校長                                | 就任時海将補 1965年1月1日 海将昇任  |
| 08 | 薬師神利晴 | 1967年1月16日 1968年12月30日  | 東高船（航） 昭和11年卒          | 横須賀地方副総監                                   | 退職                                                |                                     |
| 09 | 筑土龍男   | 1968年12月31日 1971年1月15日  | 海兵63期                         | 海上自衛隊幹部候補生学校長                         | 海上自衛隊幹部学校長                                |                                     |
| 10 | 内田 泰    | 1971年1月16日 1972年12月15日  | 海兵64期                         | 航空集団司令官                                     | 退職                                                |                                     |
| 11 | 安藤信雄   | 1972年12月16日 1973年11月30日 | 海兵65期                         | 航空集団司令官                                     | 退職                                                |                                     |
| 12 | 中村悌次   | 1973年12月1日 1974年6月30日   | 海兵67期                         | 護衛艦隊司令官                                     | 自衛艦隊司令官                                      |                                     |
| 13 | 井上龍昇   | 1974年7月1日 1976年11月30日   | 海兵68期                         | 統合幕僚会議事務局長 兼 統合幕僚学校長             | 退職                                                |                                     |
| 14 | 香取頴男   | 1976年12月1日 1978年3月15日   | 海兵70期                         | 海上自衛隊幹部候補生学校長                         | 退職                                                |                                     |
| 15 | 小松崎正道 | 1978年3月16日 1979年6月30日   | 海兵72期                         | 海上自衛隊幹部候補生学校長                         | 退職                                                |                                     |
| 16 | 槇原秀夫   | 1979年7月1日 1980年12月4日    | 海経33期                         | 海上幕僚副長                                       | 退職                                                |                                     |
| 17 | 小室祥悦   | 1980年12月5日 1982年3月15日   | 海兵74期                         | 海上自衛隊第1術科学校長                            | 退職                                                |                                     |
| 18 | 長田博     | 1982年3月16日 1983年12月19日  | 海兵76期・ 水産講習所 昭和24年卒 | 海上幕僚監部防衛部長 →1982年2月16日 海上幕僚監部付 | 自衛艦隊司令官                                      |                                     |
| 19 | 佐藤英夫   | 1983年12月20日 1984年12月16日 | 海兵76期                         | 海上自衛隊幹部候補生学校長                         | 退職                                                |                                     |
| 20 | 内 富男    | 1984年12月17日 1986年6月16日  | 鹿児島大・ 1期幹候               | 海上自衛隊第1術科学校長                            | 退職                                                |                                     |
| 21 | 岡田 憲    | 1986年6月17日 1988年3月15日   | 海保大1期・ 4期幹候              | 舞鶴地方総監                                       | 退職                                                |                                     |
| 22 | 小西岑生   | 1988年3月16日 1989年8月30日   | 防大1期                          | 護衛艦隊司令官                                     | 自衛艦隊司令官                                      |                                     |
| 23 | 松本克彦   | 1989年8月31日 1990年7月8日    | 防大1期                          | 航空集団司令官                                     | 退職                                                |                                     |
| 24 | 松崎充宏   | 1990年7月9日 1991年6月30日    | 防大2期                          | 技術研究本部技術開発官 （船舶担当）                | 退職                                                |                                     |
| 25 | 山本 誠    | 1991年7月1日 1993年3月23日    | 防大4期                          | 海上自衛隊幹部学校長                               | 自衛艦隊司令官                                      |                                     |
| 26 | 佐藤 雅    | 1993年3月24日 1994年12月14日  | 海保大7期・ 12期幹候             | 潜水艦隊司令官                                     | 横須賀地方総監                                      |                                     |
| 27 | 加藤武彦   | 1994年12月15日 1996年6月30日  | 防大6期                          | 海上自衛隊幹部学校長                               | 退職                                                |                                     |
| 28 | 杉山靖樹   | 1996年7月1日 1998年6月30日    | 防大8期                          | 航空集団司令官                                     | 退職                                                |                                     |
| 29 | 仲摩徹彌   | 1998年7月1日 2000年3月29日    | 防大10期                         | 航空集団司令官                                     | 退職                                                |                                     |
| 30 | 谷 勝治    | 2000年3月30日 2001年3月26日   | 防大11期                         | 海上幕僚副長                                       | 自衛艦隊司令官                                      |                                     |
| 31 | 山田道雄   | 2001年3月27日 2002年3月21日   | 防大11期                         | 海上幕僚副長                                       | 退職                                                |                                     |
| 32 | 経田 勇    | 2002年3月22日 2003年3月26日   | 防大12期                         | 海上幕僚副長                                       | 退職                                                |                                     |
| 33 | 小串 茂    | 2003年3月27日 2004年8月29日   | 防大13期                         | 航空集団司令官                                     | 退職                                                |                                     |
| 34 | 道家一成   | 2004年8月30日 2006年3月26日   | 防大15期                         | 海上幕僚副長                                       | 自衛艦隊司令官                                      |                                     |
| 35 | 半田謙次郎 | 2006年3月27日 2007年11月1日   | 防大17期                         | 教育航空集団司令官                                 | 横須賀地方総監                                      |                                     |
| 36 | 杉本正彦   | 2007年11月2日 2009年7月20日   | 防大18期                         | 潜水艦隊司令官                                     | 自衛艦隊司令官                                      |                                     |
| 37 | 武田壽一   | 2009年7月21日 2010年7月25日   | 防大19期                         | 海上自衛隊幹部学校長                               | 退職                                                |                                     |
| 38 | 泉 三省    | 2010年7月26日 2012年7月25日   | 防大22期                         | 大湊地方総監                                       | 退職                                                |                                     |
| 39 | 山口 透    | 2012年7月26日 2013年8月22日   | 防大22期                         | 大湊地方総監                                       | 退職                                                |                                     |
| 40 | 三木伸介   | 2013年8月22日 2014年8月5日    | 防大24期                         | 大湊地方総監                                       | 退職                                                |                                     |
| 41 | 伊藤俊幸   | 2014年8月5日 2015年8月3日     | 防大25期                         | 統合幕僚学校長                                     | 退職                                                |                                     |
| 42 | 池田徳宏   | 2015年8月4日 2016年6月30日    | 防大25期                         | 佐世保地方総監                                     | 退職                                                |                                     |
| 43 | 池 太郎    | 2016年7月1日 2018年12月19日   | 防大27期                         | 教育航空集団司令官                                 | 退職                                                |                                     |
| 44 | 杉本孝幸   | 2018年12月20日 2019年12月19日 | 防大29期                         | 航空集団司令官                                     | 横須賀地方総監                                      |                                     |
| 45 | 酒井 良    | 2019年12月20日 2020年12月21日 | 防大31期                         | 大湊地方総監                                       | 横須賀地方総監                                      |                                     |
| 46 | 園田直紀   | 2020年12月22日 2022年3月29日  | 防大31期                         | 航空集団司令官                                     | 退職                                                |                                     |
| 47 | 伊藤 弘    | 2022年3月30日 2023年8月28日   | 防大32期                         | 舞鶴地方総監                                       | 横須賀地方総監                                      |                                     |
| 48 | 二川達也   | 2023年8月29日 2024年8月1日    | 防大32期                         | 統合幕僚学校長                                     | 退職                                                |                                     |
| 49 | 福田達也   | 2024年8月2日 2025年3月23日    | 防大34期                         | 護衛艦隊司令官                                     | 佐世保地方総監                                      |                                     |
| 50 | 松本 完    | 2025年3月24日                 | 防大35期                         | 海上自衛隊補給本部長                               |                                                     |                                     |